# Ferula porandica
Ferula porandica är en växtart i släktet Ferula och familjen flockblommiga växter.
Arten är en perenn ört som förekommer i östra Afghanistan. Den beskrevs av Alexander Gilli som Pinacantha porandica 1959, och fick sitt nu gällande namn av Michail Pimenov och Galina Degtjareva 2018.